# Bérenger Anceaux
Pour l’article homonyme, voir Anceaux.
Bérenger Anceaux, né le 4 mai 1995, est un acteur français. Après avoir tourné dans plusieurs courts-métrages, il accède à la notoriété en incarnant le personnage central du téléfilm Baisers cachés, prix de la critique au Festival des créations télévisuelles de Luchon de 2016. Bérenger Anceaux joue également dans le clip J'ai le droit aussi de Calogero, prônant l’acceptation de l'homosexualité.

## Biographie
Bérenger Anceaux, naît le 4 mai 1995. Il fait ses débuts à l’écran adolescent, avec le court-métrage Too late qu’il écrit et réalise en 2010. Présenté au Festival du court métrage organisé par le CRIJ (Centre régional information jeunesse) de Bretagne, il reçoit le 4e prix du jury, et le prix des internautes 2010/2011. 
En 2011, il apparaît dans le court-métrage Le jour le plus court d'Alexandre Athané.
L’année 2014 est marquée par plusieurs courts-métrages, notamment Tombé du nid de Clémence Pogu et Marie Heyse, et Le frère Kray de Lorraine Allioux.
De 2014 à 2017, Bérenger Anceaux suit des cours de comédie au conservatoire du 5e arrondissement de Paris. Il collabore de nouveau avec Clémence Pogu dans le court-métrage Proche banlieue.
En juin 2015, Bérenger Anceaux joue dans le clip J'ai le droit aussi de Calogero, réalisé par Benoît Pétré, avec notamment Gabriel Washer ; la chanson invite la société à mieux accepter l’homosexualité.
En 2016, il apparaît à la télévision dans un épisode d'Alice Nevers sur TF1 : Ma vie pour la tienne. Il se produit également au théâtre dans la pièce What are you rebelling against, Johnny ?, mise en scène par Stéphanie Farison et Lucie Nicolas,. De surcroît, il incarne le rôle du jeune élève Martin dans Jeux d’enfants, pièce de Robert Marasco, adaptée et mise en scène par Dorothée Deblaton et Charles Perinel-Fichet. Cette pièce reçoit le prix du public au concours des jeunes metteurs en scène du Théâtre 13, édition 2016.
Le 17 mai 2017, pour la journée mondiale contre l’homophobie, on le voit sur France 2 dans Baisers cachés (prix de la critique au Festival des créations télévisuelles de Luchon 2016), de Didier Bivel et Jérôme Larcher avec Patrick Timsit, Catherine Jacob, Bruno Putzulu et Barbara Schulz. Bérenger Anceaux y joue Nathan le personnage central, un jeune lycéen victime d'homophobie, aux côtés de Jules Houplain. Diffusé en première partie de soirée, ce téléfilm est arrivé au deuxième rang du classement des audiences télévisées avec 3,6 millions de téléspectateurs.
De 2017 à 2018, il poursuit sa formation en art théâtral et arts dramatiques à l'école Claude Mathieu.

## Filmographie

### Courts-métrages
- 2010 - Too late, écrit et réalisé par Bérenger Anceaux : adolescent
- 2011 - Le jour le plus court, d'Alexandre Athané : adolescent
- 2014 - Tombé du nid, de Clémence Pogu et Marie Heyse : adolescent
- 2014 - Le frère Kray, de Lorraine Allioux
- 2016 - Proche banlieue, de Clémence Pogu : voix

### Télévision
- 2015 - Baisers cachés[20], téléfilm de Didier Bivel (prix de la critique au Festival des créations télévisuelles de Luchon 2016[17]) : Nathan
- 2016 - Le juge est une femme, série télévisée - saison 14 épisode 9[11] : Jérémy Perrot

### Clip vidéo
- 2015 - J'ai le droit aussi, de Benoît Pétré, d'après la chanson de Calogéro

## Théâtre
- 2016 - What are you rebelling against, Johnny ? , mise en scène par Stéphanie Farison et Lucie Nicolas
- 2016 - Jeux d'enfants, pièce de Robert Marasco, adaptée et mise en scène par Dorothée Deblaton et Charles Perinel-Fichet